# پسر روی صخره‌ها

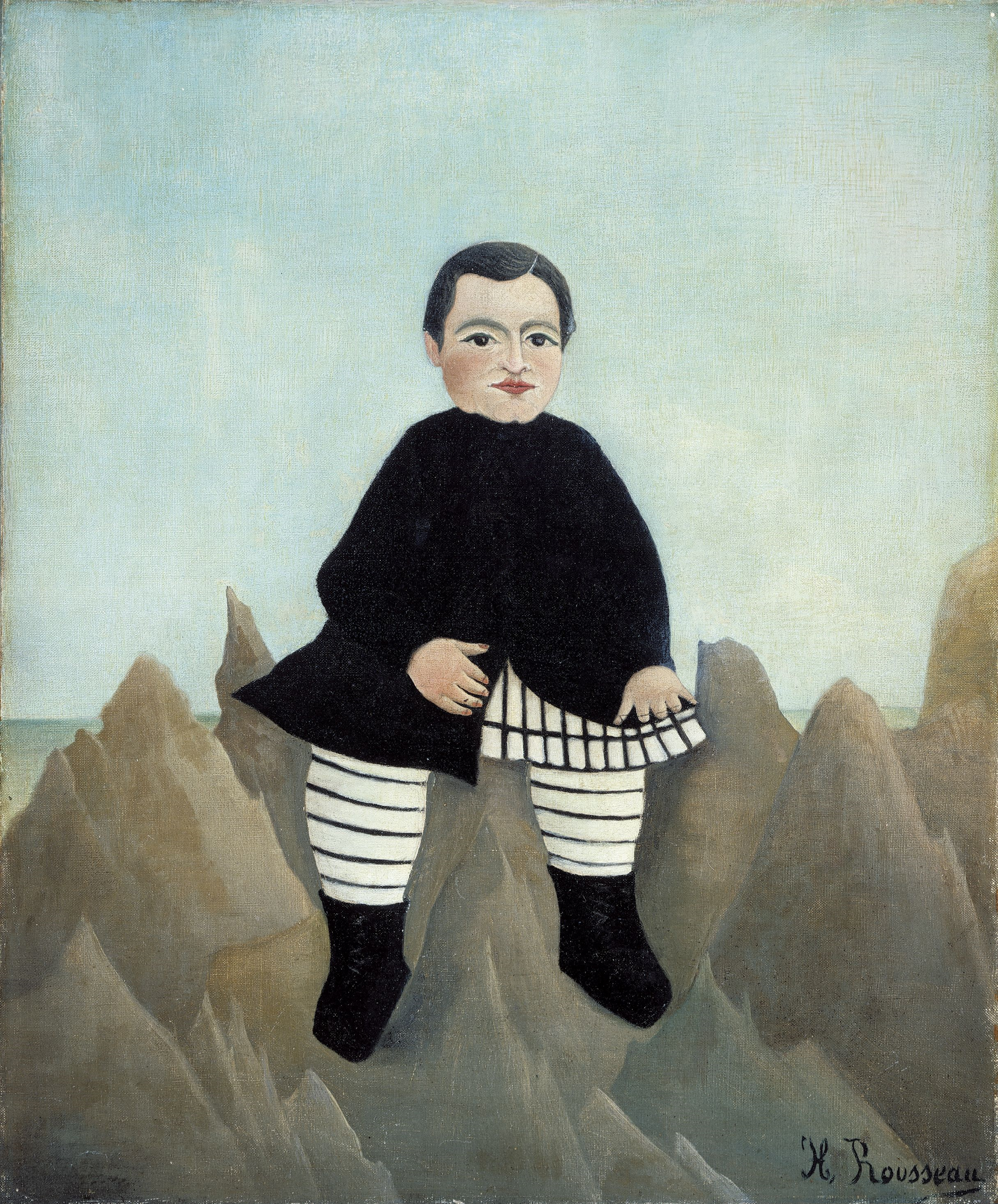
پسر روی صخره‌ها اثر آنری روسو، نقاشی شده در سال‌های ۱۸۹۵ تا ۱۸۹۷.

پسر روی صخره‌ها (به فرانسوی: Garçon sur les rochers) عنوان نقاشی است که در طی سال‌های ۱۸۹۵ تا ۱۸۹۷ توسط آنری روسو ایجاد شده‌است. این نقاشی در سال ۱۹۲۷ توسط یک مجموعه دار خریده داری شد و از سال ۱۹۶۳ در نگارخانه ملی هنر در واشینگتن، دی.سی. نگه داری می‌شود.